# پیتزا سوشی
پیتزا سوشی (انگلیسی: Sushi pizza) یک خوراک از آشپزی کانادایی است که اولین بار در تورنتو به عنوان ترکیبی از پیتزا و سوشی درست شد. از چاهان در این خوراک به عنوان پایه و لایه‌هایی از ماهی آزاد ، ماهی تن و گوشت خرچنگ و مقداری از سس مایونز و پودر واسابی در کناره ها استفاده می‌شود. برخی اوقات از نوری ، زنجبیل و اشپل برای چاشنی استفاده می‌شود.
به خاطر محبوبیت این خوراک ، از آن به عنوان یک امضای فرهنگی در تورنتو در کنار بیکن پیمیل یاد می‌شود.

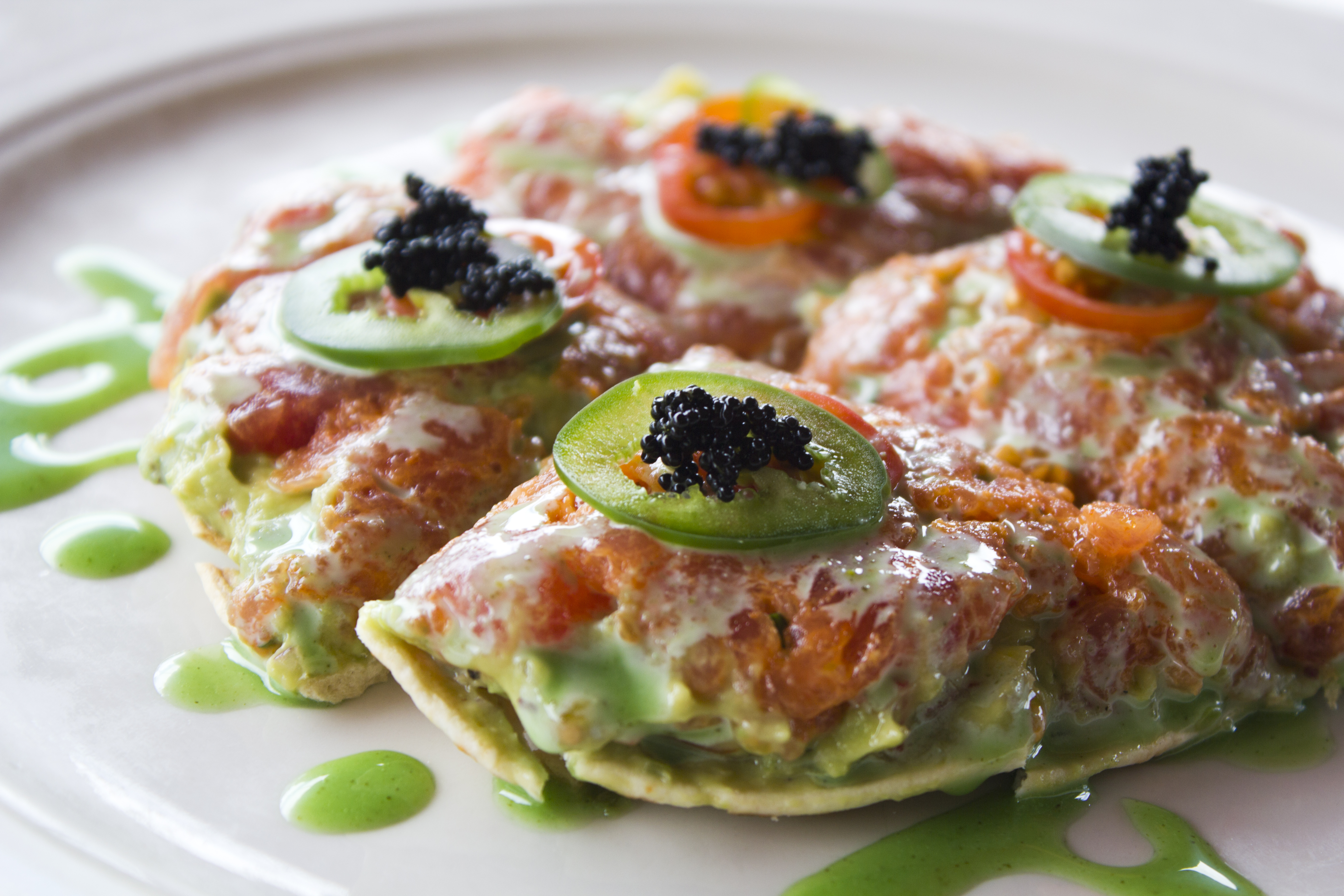
پیتزا سوشی
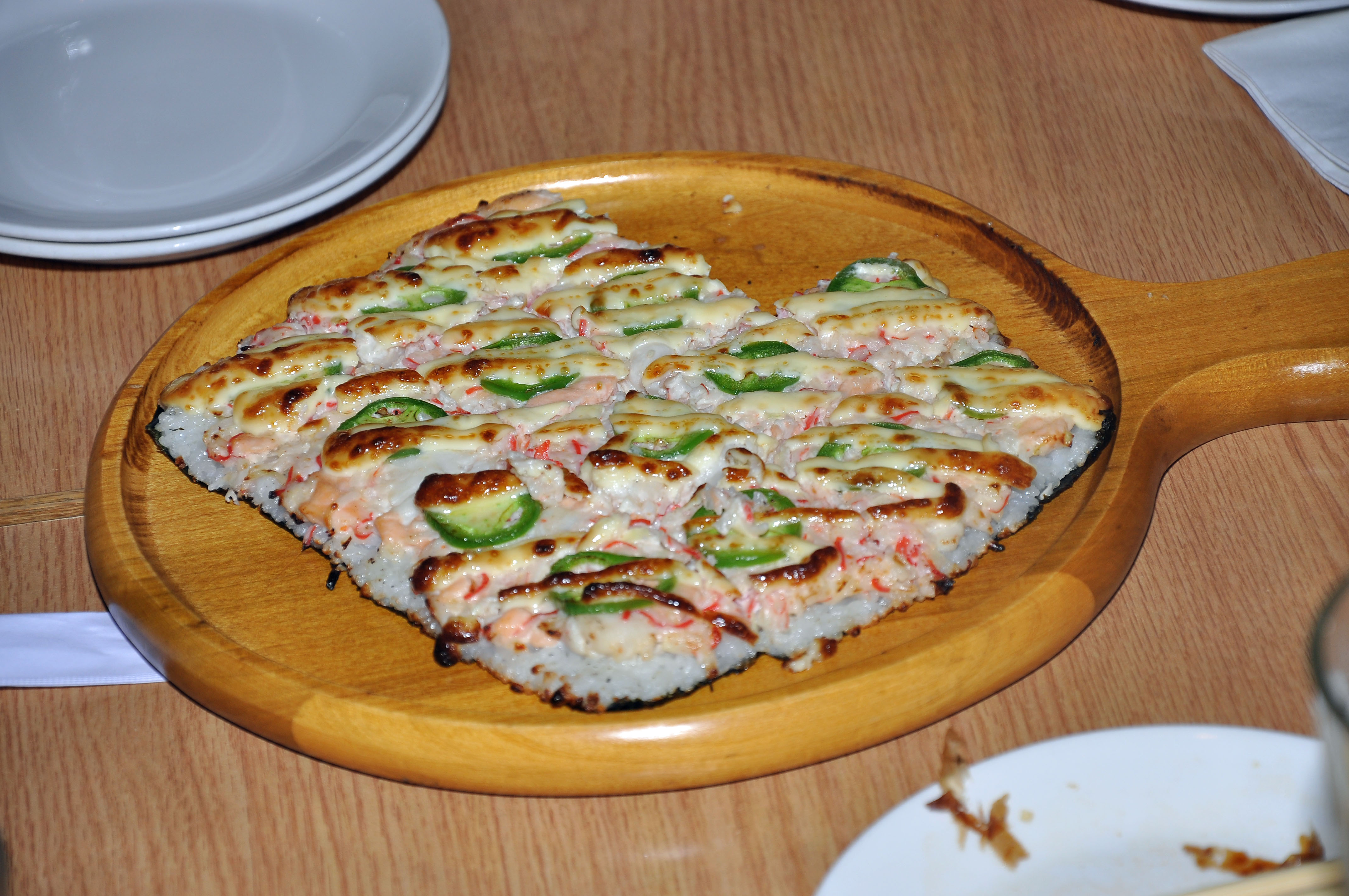
نوعی متفاوت از پیتزا سوشی تهیه شده در هاوایی